# Bruttig-Fankel
Bruttig-Fankel là một xã thuộc huyện Cochem-Zell, bang Rheinland-Pfalz, Đức. Xã này có diện tích 14,38 ki-lô-mét vuông.